# Tipula (Arctotipula) besselsi
Tipula (Arctotipula) besselsi is een tweevleugelige uit de familie langpootmuggen (Tipulidae). De soort komt voor in het Palearctisch en Nearctisch gebied.